# آکروپولیس (معماری)

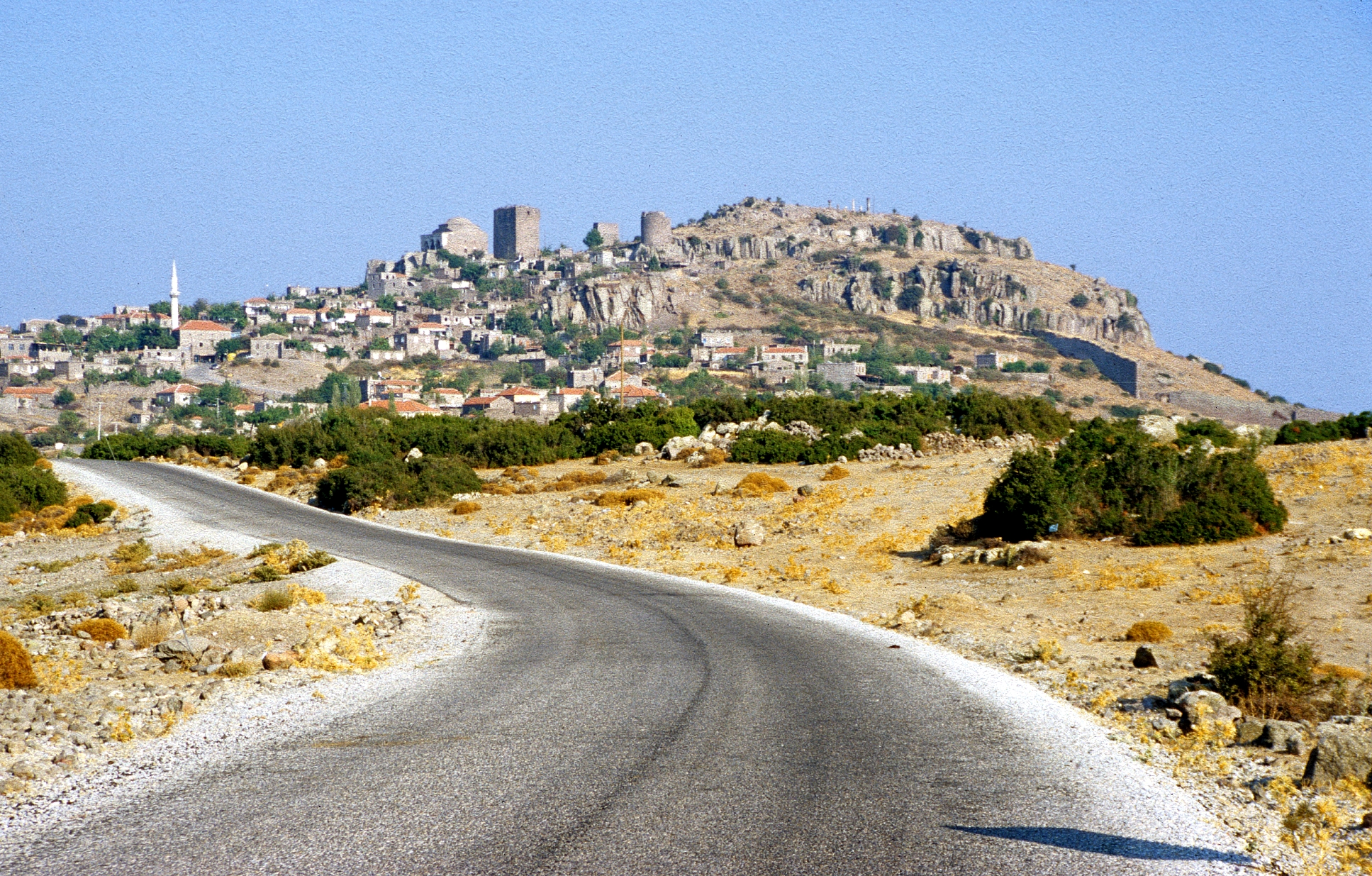
آکروپولیس اسوس

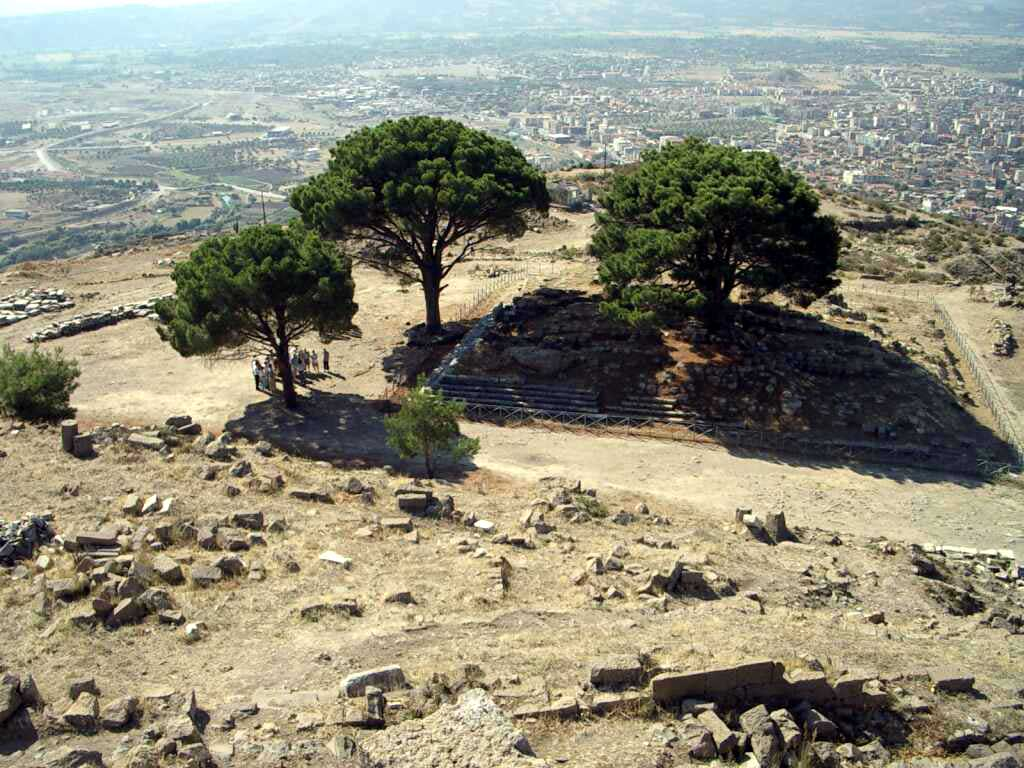
محراب زئوس در آکروپولیس پرگامون

آکروپولیس یونانی: Ακρόπολις; akros, akron, یک سکونتگاه در قسمت مرتفع شهرهای یونان باستان، خصوصا با کاربری دژ یا ارگ، که بر روی یک تپه با دیواره‌هایی به دور آن به‏‏‌منظور اهداف پدافندی ساخته شده است.
واژه آکروپولیس در یونانی بمعنای شهر در تنگنا و شهر مرتفع می‌باشد و به شهرهایی در یونان همچون آتن، آرگوس، تبس و عموماً به همهٔ شهرهای ارگ مانند همچون رم، اورشلیم، براتیسلاوا و بسیاری از شهرهای مشابه در آناتولی و حتی قلعه صخره در ادینبرو گفته می‌شود. اصطلاح آکروپولیس از سوی باستان شناسان و مورخان به فرهنگِ شهریِ کاسترو واقع در تپه‌های شمال‌غربی شبه جزیره ایبری نیز گفته می‌شود. شهره‌ترین معماری در این سبک، آکروپولیس آتن است.